# Koder på snor
Koder på snor er det andet studiealbum fra det danske folktronicaband Valravn. Det blev udgivet i den 13. september 2009.
Albummet blev bedre modtaget er debutalbummet, og det fik fem ud af seks stjerne i musikmagasinet GAFFA.
Til Danish Music Awards i 2010 blev Martin Seeberg nomineret til prisen "Årets Danske Folk Musiker/Vokalist" for sangen "Koder På Snor".

## Spor
1. "Koder På Snor" - 7:13
2. "Kelling" - 4:47
3. "Sjón" - 4:33
4. "Kraka" - 3:49
5. "Seersken" - 3:35
6. "Fuglar" - 4:40
7. "Kroppar" - 5:37
8. "Lysabild" - 5:33
9. "Farin Uttan At Verđa Vekk" - 7:29

## Personel
- Anna Katrin Egilstrøð (sang, santur, sansula, percussion, sampler)
- Juan Pino (davul, cajón, e-bow, dulcimer, percussion, sampler, sang)
- Christopher Juul (keyboard, sampler)
- Søren Hammerlund (drejelire, mandola, bouzouki, nøgleharpe, sampler)
- Martin Seeberg (viola, cello, fløjter, lyre, jødeharper, sang)